# Méthode ouverte de coordination
La méthode ouverte de coordination (MOC) est un mode de coordination non contraignant des politiques publiques des différents États membres de l'Union européenne. Il s'applique dans des domaines qui relèvent essentiellement de la compétence des États (comme la protection sociale), et où l'Union ne peut édicter de règles contraignantes (règlement ou directive). Cette méthode utilise des outils souvent rattachés au droit mou (soft law) et issus du monde du management et de l'entreprise, tels que les guides de bonne conduite, le partage des bonnes pratiques, l'évaluation par les pairs et le benchmarking (en français étalonnage). La MOC permet le rapprochement des législations nationales dans le domaine de politique publique visé. Mais comme son principe est la coopération volontaire des États, son efficacité n'est réelle que lorsqu'il y a consensus sur les objectifs à atteindre. La méthode ouverte de coordination est souvent promue comme une alternative à la méthode communautaire, mais elle pose aussi une série de problèmes en ce qui concerne son efficacité présumée, ses effets sur les législations et sa légitimité démocratique,.

## Histoire

### Origines de la méthode ouverte de coordination dans les années 1990
La méthode consistant pour les États membres à se fixer des objectifs à atteindre en dehors du fonctionnement des institutions communautaires a pris naissance dès les années 1990, avec la définition conjointe par tous les États membres de « grandes orientations de politiques économique » ou GOPE. Les GOPE ont regroupé au fil des années 1990 un ensemble de processus distincts : 
- La définition de critères de convergence budgétaires ou « critères de Maastricht »[4] : au début des années 1990, les États membres, notamment sous l'influence de l'Allemagne, parviennent à un accord sur une série de critères budgétaires destiné avant tout à limiter les dépenses publiques. Contraignants, ces critères figureront dans le traité de Maastricht et aboutiront à la signature d'un « pacte de stabilité et de croissance », adopté au Conseil européen d’Amsterdam le 17 juin 1997
- Le processus dit « du Luxembourg », également appelée Stratégie européenne pour l'emploi (SEE)[5] : lors des négociations du Traité de Maastricht de 1992, certains domaines tels que les politiques de l'emploi avaient été laissés de côté ; c'est dans le but affirmé de favoriser la coordination dans ce domaine que la Commission européenne a publié dès 1993 un Livre blanc sur la croissance, la compétitivité et l'emploi. Le processus de Luxembourg, lancé en 1997 à l'issue d'un Conseil européen extraordinaire tenu à Luxembourg, a abouti à l'inscription dans le traité d'Amsterdam entré en vigueur en 1999 du principe consistant à définir des « lignes directrices pour l'emploi » au niveau européen d'une part, déclinées en « plans d'actions nationaux » par chaque État membre d'autre part. La Commission devait jouer un rôle de coordination et de recommandations.
- Le processus dit « de Cologne », qui est censé établir un dialogue entre tous les acteurs des politiques macro-économiques : « partenaires sociaux », gouvernements et Banque centrale européenne[5]
- Le processus dit « de Cardiff » qui concerne les réformes économiques dans les marchés des biens, des services et des capitaux[5]

### Formulation d'une «méthode ouverte de coordination» dans le cadre de la «stratégie de Lisbonne»
Lors du Conseil européen de Lisbonne, les chefs des États membres adoptent de nouveaux objectifs : « devenir l’économie de la connaissance la plus compétitive et la plus dynamique du monde, capable d’une croissance économique durable, accompagnée d’une amélioration quantitative et qualitative de l’emploi et d’une plus grande cohésion sociale ». Ces objectifs vont servir de point de départ à la stratégie de Lisbonne. Celle-ci contient deux volets principaux : 
- politique de l'emploi : il s'agit de poursuivre la « Stratégie européenne pour l'emploi » déjà mise en place dans le cadre du processus du Luxembourg
- politique de la recherche et de l'enseignement : il s'agit de créer un « espace européen de la recherche », pensé comme un marché commun de la recherche impliquant la mise en concurrence des États[6]

Pour atteindre ces objectifs dans des domaines qui dépendent en grande partie des États, la méthode communautaire est délaissée au profit d'une nouvelle méthode :  la méthode ouverte de coordination, formulée pour la première fois à l'issue du Conseil européen de Lisbonne. Les États se donnent un certain nombre d’objectifs, mais sans recours à la contrainte légale. Le dispositif est censé fonctionner par l'incitation et par l’émulation, sur la base de classements entre États rendus publics.
Si la stratégie de Lisbonne a pu servir de « creuset » à la méthode ouverte de coordination, elle ne se confond pas avec elle : les objectifs de la stratégie de Lisbonne pourraient en effet exiger de changer de méthode; de plus, la méthode ouverte de coordination s'applique aussi à des domaines qui ne sont pas contenus dans la stratégie de Lisbonne.

## Fonctionnement

### Rôle de premier plan des exécutifs nationaux et de la Commission européenne
La méthode ouverte de coordination implique essentiellement les exécutifs nationaux (chefs d'État et gouvernements des États membres) et la Commission. Elle laisse de côté les autres institutions européennes: Cour de justice des communautés européennes et Parlement européen.
La méthode ouverte de coordination telle qu'elle a été formulée lors du Conseil européen de Lisbonne fonctionne en quatre temps:
1. Définition de « lignes directrices pour l'Union, assorties de calendriers spécifiques pour réaliser les objectifs à court, moyen et long terme fixés par les États membres »[8]. À ce stade, la Commission européenne a un rôle de proposition.
2. Établissement le cas échéant d'« indicateurs quantitatifs et qualitatifs et des critères d'évaluation par rapport aux meilleures performances mondiales, qui soient adaptées aux besoins des différents États membres et des divers secteurs, de manière à pouvoir comparer les meilleures pratiques »[8]. À ce stade, la Commission a un rôle de coordination.
3. Traduction de ces lignes directrices européennes en « politiques nationales et régionales en fixant des objectifs spécifiques et en adoptant des mesures qui tiennent compte des diversités  nationales et régionales »[8]
4. Mise en place d'un « suivi », d'une « évaluation » et d'un « examen par les pairs », ce qui permettra à chacun d'en tirer les enseignements[8]. La Commission européenne est chargée de l'évaluation.

Le Conseil européen a joué un rôle décisif dans la formulation de la méthode ouverte de coordination au moment du Conseil européen de Lisbonne en 2000. Mais il s'est ensuite effacé derrière la Commission européenne. Certains pensent que le Conseil européen est devenu une « chambre d'enregistrement » des lignes directrices et des recommandations des comités.
Au contraire, la Commission européenne s'est imposé comme un acteur central de la méthode de coordination ouverte: présente à chaque stade (encadrement de la rédaction des plans nationaux, détermination des indicateurs de suivi, organisation d'examen par les pairs (peer review)), elle a profité de sa stabilité et de son unité (à l'inverse du Conseil européen réunissant les chefs d'État). Elle a ainsi contribué à institutionnaliser la méthode ouverte de coordination.

### Les particularités de la méthode ouverte de coordination
Par rapport à la méthode communautaire et même par rapport aux processus législatifs traditionnels, la méthode ouverte de coordination comporte plusieurs particularités, : 
- Il ne s'agit pas d'une institution, mais plutôt d'un dispositif censé diffuser de nouvelles pratiques. Elle fonctionne en marge de la méthode communautaire, mais n'est pas une simple coopération intergouvernementale, car la Commission européenne joue un rôle à toutes les étapes de son développement[13].
- La méthode ouverte de coordination ne passe pas par la contrainte légale. La normativité de la MOC n'est donc pas de nature juridique, elle est disséminée et prend souvent la forme de normes techniques[14].
- La méthode ouverte de coordination n'implique aucun transfert de compétence au niveau européen, car elle s'applique essentiellement dans des domaines relevant de la souveraineté des États membres; en même temps, la méthode ouverte de coordination crée des dynamiques extérieures au cadre national.
- Le flou de la forme : les dispositifs identifiés comme des applications de la méthode ouverte de coordination sont très divers: ils sont contraignants ou non, ils figurent ou non dans les traités, ils précisent ou non un calendrier déterminé.

## Domaines d'application

### Politique budgétaire
Les critères de Maastricht et depuis 1997 le "Pacte de stabilité et de croissance sont parfois considérés comme des exemples de méthode ouverte de coordination. Si cette méthode relève bien de la coordination et est bien mise en œuvre en dehors de la méthode communautaire, elle s'en distingue cependant par le caractère contraignant des objectifs, inscrits dans les traités depuis le traité de Maastricht et rendu obligatoire par deux règlements du Conseil de l'Union européenne (ou Conseil des ministres) du 7 juillet 1997.

### Politiques de l'emploi
Dans le domaine des politiques de l'emploi, la méthode ouverte de coordination s'est largement appuyée sur les pratiques déjà existantes issues du processus de Luxembourg. Dans le cadre de la "stratégie de Lisbonne" qui intègre le processus de Luxembourg, quatre objectifs ont ainsi été formulés : 
- la capacité d'insertion professionnelle ou « employabilité »
- l'« esprit d'entreprise » (entrepreneurship)
- l'adaptabilité
- l'égalité des chances

La méthode ouverte de coordination dans le domaine de l'emploi ne prévoit aucune mesure contraignante. Certains pays s'y sont conformés, d'autres non. Les situations sont de plus très différentes en matière de chômage selon les États membres. Cette hétérogénéité limite les possibilités de coordination.

### Politiques de protection sociale
Avant le milieu des années 1990, les politiques sociales au niveau européen ont surtout contribué à rendre possible la circulation des travailleurs entre les différents États membres.
La politique sociale ne devient une préoccupation qu'avec la Communication de la Commission de 1999. En 2001, le sommet de Göteborg décide d'appliquer la méthode ouverte de coordination au domaine de la politique sociale.
À la différence des politiques de l'emploi, la méthode ouverte de coordination dans le domaine des politiques sociales n'est pas définie dans les traités européens. Elle comporte deux volets : 
- la « lutte contre l'exclusion sociale » : chaque État doit produire un plan national d'inclusion (PANinc), basés sur des objectifs généraux très larges p. 109; la coordination est cependant difficile dans la mesure où les critères de mesure de l'« exclusion sociale » ne sont pas les mêmes dans tous les pays et dans la mesure où les États ne sont pas parvenus à une définition commune
- la coordination des systèmes de retraites : à l'origine non concernés par les politiques européennes, les systèmes de retraite sont considérés comme devant être réformés au vu du vieillissement de la population ; l'approche en est essentiellement comptable, en lien avec les politiques de restriction des dépenses publiques. C'est pourquoi la méthode ouverte de coordination dans le domaine des retraites a donné lieu à une lutte entre les ministres des affaires sociales et les ministres des finances pour le contrôle de la définition des objectifs à atteindre[20]. Ces objectifs consistent en un système à trois piliers : un premier pilier fondé sur les retraites publiques, un deuxième sur les pensions privées collectives d'entreprise et un troisième sur les pensions privées individuelles[21]. Mis en application, ce système en trois pilier signifierait l'abandon de la retraite par répartition (à la logique redistributive)  fondée sur les cotisations ou sur l'impôt.

Dans le cas français, on peut affirmer que la remise en question du système de retraites par répartition en 2003 est partiellement le produit de la méthode ouverte de coordination, et surtout que celle-ci a pu être utilisée pour légitimer la réforme des retraites comme un processus européen s'imposant de l'extérieur.
En France, dans un dossier thématique daté d'avril 2010, le Conseil national des politiques de lutte contre la pauvreté et l'exclusion sociale fait état d'une MOC renforcée à la protection sociale et à la lutte contre la pauvreté, à compter de 2008, à la suite d'une communication de la Commission européenne intitulée « Travailler ensemble, travailler mieux ».

### Enseignement supérieur et recherche
Dès 1993, la Commission européenne  avait publié un Livre blanc (repris en 1995 dans un Livre vert), prônant la collaboration inter-étatique, inter-entreprises, mais aussi entre universités et entreprises, ainsi que l’augmentation des investissements de la recherche privée, le rôle de l’État consistant à créer un environnement favorable (formation, crédit d’impôt). Ces objectifs vont aboutir dans le cadre de la stratégie de Lisbonne qui fait figurer parmi ses objectifs la mise en place d'un « espace européen de la recherche ». C'est le modèle du marché qui est privilégié pour coordonner les politiques nationales. Pour permettre la mise en concurrence des différents systèmes universitaires, les États ont créé le processus de Bologne qui place tous les systèmes universitaires dans un cadre unique. Parallèlement au processus de Bologne qui relève des États, la Commission européenne lance dès 2000 une méthode de coordination ouverte.
Cependant, celle-ci ne s'impose pas d'emblée. Ainsi, le Conseil Recherche (formation du Conseil de l'Union européenne) de juin 2000, censé mettre les décisions du sommet de Lisbonne en application, n’évoque pas la méthode ouverte de coordination et se limite à demander à la Commission de faire des propositions pour un système de statistiques comparatives dans le domaine de la recherche et développement et pour la définition d’objectifs souhaitables. C'est seulement à partir de 2003 que les États acceptent explicitement de s'impliquer dans la méthode ouverte de coordination: ils acceptent ainsi de voir mesurer et classer leurs performances par rapport aux objectifs que la Commission européenne a contribué à définir avec eux.
Les objectifs auxquels les États ont accepté de se soumettre sont essentiellement : 
- augmenter la part des investissements dans la recherche à la hauteur de 3 % du PIB ; cela correspond à la situation du Japon, qui sert implicitement de modèle ;
- viser un partage des investissements autour de 2/3 dans le privé et 1/3 dans le public, ce qui correspond à la situation des États-Unis.

Ces objectifs sont parfois considérés comme critiquables, ne tenant pas compte de la situation européenne ni des situations nationales (taille des pays et structure de recherche déjà existantes). Ils sont aussi considérés comme non réalistes, leur seul effet consistant à mettre les États en concurrence les uns avec les autres.

## Problèmes et limites de la méthode ouverte de coordination

### Efficacité de la méthode ouverte de coordination
La méthode ouverte de coordination a parfois été critiquée comme assez peu efficace par rapport aux buts qu'elle s'est fixés.
C'est dans le domaine budgétaire, celui des critères de Maastricht, que les convergences ont été les plus fortes. Mais c'est justement le caractère contraignant, non prévus dans la méthode ouverte de coordination, qui semble avoir permis ces résultats.Dans les autres domaines, la méthode semble avoir obtenu des résultats inégaux : 
- dans le domaine de la politique de l'emploi, la Commission européenne ne semble pas avoir joué son rôle de coordination affiché ; de plus, la coordination des politiques pour l'emploi avaient commencé dès les années 1990 et la formalisation de la méthode ouverte de coordination en 2000 n'a pas eu d'effet à court terme sur les politiques de l'emploi. Celles-ci semblent  évoluer dans le long terme et il est difficile d'évaluer les effets immédiats de la méthode ouverte de coordination[16].
- Dans le domaine de la politique sociale, elle a eu des effets très hétérogènes: certains États (Grande-Bretagne, Irlande) se sont contentés de renommer le plan national qu'ils avaient déjà décidé, d'autres (France, Portugal)  ont réellement adapté leur législation aux objectifs définis dans le cadre de la méthode ouverte de coordination[28]. On le voit en France à l'exemple de la « réforme des retraites » et à celui de la « réforme de l'ANPE ».
- Dans le domaine de la recherche, après des difficultés pour faire accepter la méthode ouverte de coordination aux États, la Commission semble avoir pris une position centrale, en parvenant notamment à s'imposer comme le lieu de définition des objectifs à atteindre, face aux États qui lui ont laissé cette tâche[29].

Étant donné que la méthode ouverte de coordination est plus ou moins institutionnalisée et contraignante selon les domaines, certains domaines sont mieux structurés autour d'objectifs précis et sont servis par une communauté d'experts mieux organisée. Ces domaines ont du même coup tendance à imposer leur logique aux domaines voisins. L'avantage de départ dont dispose le Pacte de stabilité et de croissance sur les autres méthodes ouvertes de coordination fait ainsi que les logiques de restriction budgétaire s'appliquent à tous les autres domaines.
Beaucoup d'auteurs insistent sur le fait que la méthode ouverte de coordination ne peut pas être à terme une méthode alternative à la méthode communautaire, car beaucoup de domaines exigent non pas la coordination mais l'uniformisation.

### Affaiblissement de la norme légale
Le vocabulaire et les outils de la méthode ouverte de coordination proviennent du domaine de la gouvernance d'entreprise: les notions de « gestion par objectif », de « contrôle des pairs », d'« auto-évaluation » sont issus des milieux managériaux de l'entreprise. Ces outils et concepts sont passés à l'administration d'État par sous le nom de New public management, notamment par l'action d'institutions internationales telles que le FMI et la Banque mondiale. Selon Renaud Dehousse, « la méthode ouverte de coordination s'inscrit dans un cadre de réforme des politiques communautaires marqué par un déclin relatif de l'approche législative qui a caractérisé la programme de réalisation du marché intérieur. Cela a pour conséquence de généraliser la référence au marché et à "l'efficience", y compris dans des domaines régis par un principe redistributif (comme la lutte contre le chômage ou  les systèmes de retraites).
Des auteurs soulignent certains effets pervers liés à la pratique de la méthode ouverte de coordination : la « gestion par objectifs » fait que les États sont mis et se mettent en concurrence les uns avec les autres. La mise en concurrence devient du coup la mesure de toute chose. Les objectifs élaborés par les groupes d'experts ne sont plus discutés, mais seulement le classement et les écarts entre États. La méthode ouverte de coordination s’accompagne  en outre d’une obsession du contrôle (développement exponentiel des audits). Personne n’y oblige les États, mais ceux-ci s’y livrent pour honorer leurs engagements vis-à-vis des autres États. Les enjeux politiques se déplacent donc des valeurs absolues (quel objectif et pourquoi ?) aux valeurs relatives (quelle position sur l'échelle des objectifs à atteindre ?). On passe ainsi d’une intégration par le droit à une européanisation par le chiffre : les outils n'en sont plus légaux, mais managériaux.

### Déficit démocratique
La méthode ouverte de coordination se développe indépendamment des contextes politiques nationaux. Ainsi les gouvernements prennent des engagements sur des objectifs que leurs successeurs, même opposés à ces objectifs, seront tenus de respecter. La méthode ouverte de coordination a donc pour effet de déconnecter l'élaboration des politiques publiques des cycles électoraux propres à chaque pays, même si ces politiques continuent à relever en principe du niveau national : « en se liant les mains, à long terme, les gouvernements nationaux ont en fait soustrait un certain nombre de choix aux joutes électorales ». Pour certains gouvernements poursuivant leurs propres fins, la méthode ouverte de coordination est aussi un moyen d'imposer certains changement de l'extérieur pour éviter tout débat national
Le fonctionnement de la méthode ouverte de coordination en réseaux impliquant politiques et experts est par nature rétif à tout contrôle externe, ce qui pose un problème de légitimation. Selon Renaud Dehousse, « la coopération entre experts au sein de réseaux plus ou moins obscurs n'est pas nécessairement la forme de légitimation la plus achevée, à moins de considérer que c'est la qualité d'un résultat qui assure la légitimité d'une politique ». Dans le domaine de l'emploi, la méthode ouverte de coordination est parfois considérée comme « à la fois technocratique et opaque » : « après tout, les lignes directrices sont préparées par des fonctionnaires de la Commission dépourvus de toute responsabilité politique et adoptées dans le secret des délibérations du Conseil de l'Union européenne par des représentants nationaux (...). Le processus est encore largement sous le contrôle des gouvernements ».
La prétention participative de la méthode ouverte de coordination mise en avant dès l'origine n'a produit que peu d'effets : « la mise en œuvre de la méthode ouverte de coordination repose sur la confiance, parfois excessive, des groupes sociaux à s'approprier des processus ». Si les procédures de « participation de la société civile » semblent fixées au niveau européen, « au niveau national, le fonctionnement évolue en vase clos ».
Ce déficit de démocratie se manifeste aussi par le rôle marginal des organes élus dans la méthode ouverte de coordination. Les parlements nationaux sont plus impliqués dans les questions relevant du droit communautaire que dans celle relevant de la méthode ouverte de coordination, notamment parce que celle-ci manque de visibilité. Au niveau national, la méthode ouverte de coordination relève largement des administrations centrales. Au niveau européen, le Parlement européen est maintenu à l'écart, ce qui est parfois vu comme un élément « hypothéquant la légitimité démocratique de la méthode ouverte de coordination ». Le Parlement européen est certes consulté mais uniquement de manière informelle. Un rôle accru du Parlement européen dans la méthode ouverte de coordination devrait aboutir à changer la nature même de la méthode de coordination ouverte.

## Sources